# 貓薄荷
貓薄荷，又稱貓穗草、荊芥。是一種具有特殊氣味的唇形科植物。

## 簡介
貓薄荷是一種多年生草本植物，株高約為50 - 100公分。基部近似四棱形，顶部为钝四棱形，有浅槽，被白色短柔毛。叶子呈三角状心形，上面带有黄绿色短硬毛，下面发白。花冠白色，有紫色斑点。果实呈灰褐色三棱状卵球形。它是一種外表類似薄荷的草本植物，具有灰綠色葉片與白色花朵，花上有一些紫色小斑點。此物種已引進許多國家，目前廣泛分布在南歐至中國西部及北美地區。一般生长在不超过海拔2,500米的灌丛中。

## 用途
猫薄荷是一種弱神經作用物，具有鎮靜、興奮等作用。可用來降低溫度。可以消除脹氣及協助消化作用、改善睡眠品質、解除壓力、刺激食慾。對於焦慮、傷風、流行性感冒、發炎、疼痛以及壓力等有益。愛荷華州立大學的一項研究指出，從猫薄荷中所提煉出的純荊芥內酯（nepetalactone），具有10倍於DEET的驅蚊效果。

## 對貓的影響

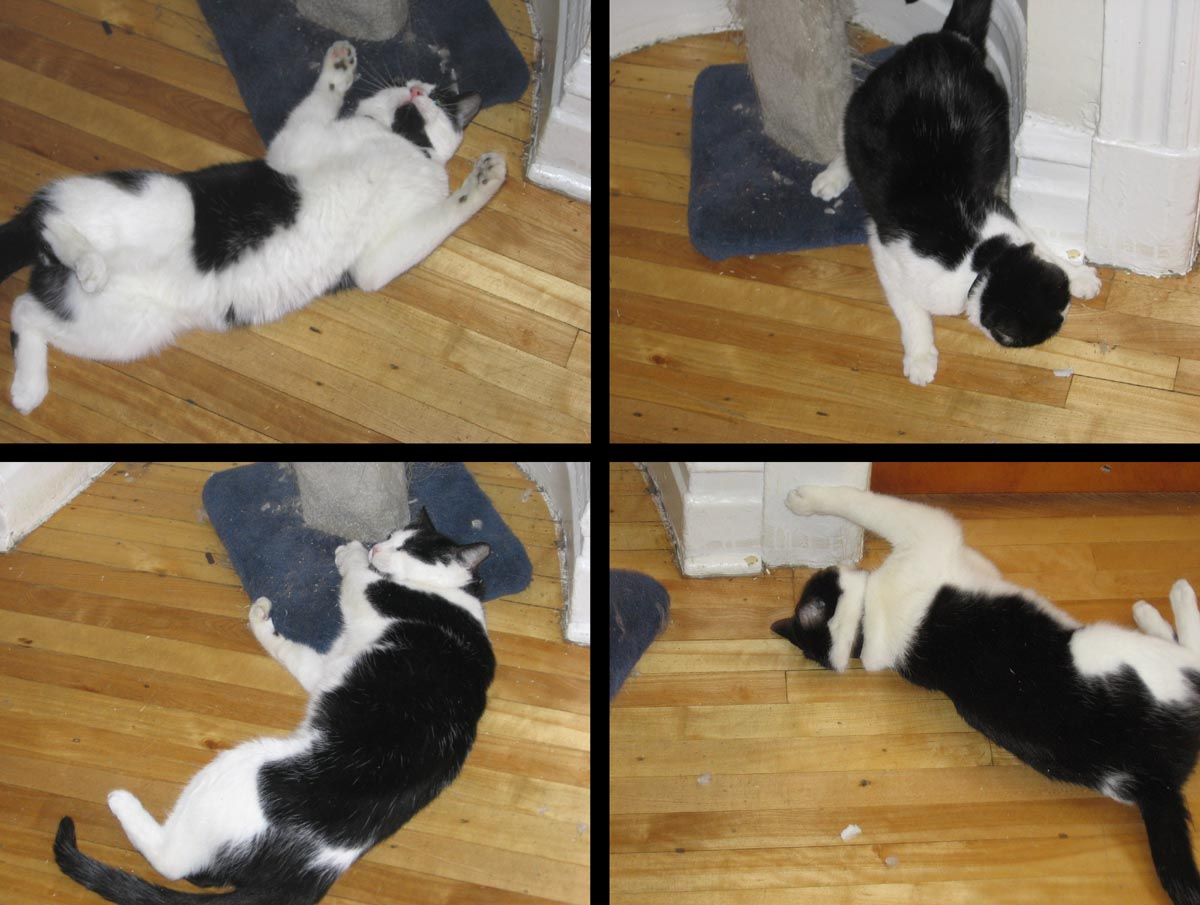
家貓對貓薄荷的反應。

貓薄荷之名來自其對貓科動物，尤其是家貓的作用。其中猫薄荷與紫花猫薄荷（Nepeta × faassenii）兩種類型具有辛辣刺激的味道，而大花猫薄荷（Nepeta grandiflora）的味道則較為平淡。大約有三分之二的貓對貓薄荷有敏感反應，且此現象具有遺傳性。
當貓感受到切開的葉片或莖時，會產生摩擦、翻滾、拍打、啃咬、舔舐、跳躍、低鳴或大量分泌唾液等反應，有些貓則會發出嗥叫或喵聲。上述反應在持續數分之後停止，接著是約兩小時的休息狀態，然後貓又會重新對這些植物產生反應。幼年小貓與老貓對貓薄荷較無反應。此外，绝大多数猫科动物对其均有反应，如虎、狮、豹等。
貓薄荷含有一種萜類物質，稱為荊芥內酯，可利用蒸氣蒸餾法（steam distillation）萃取。貓經由嗅上皮（olfactory epithelium）組織接收這些物質，而非經由犁鼻器（Vomeronasal organ）。一種假設認為荊芥內酯在嗅上皮內，會與其中感覺神經元表面上的G蛋白連結接受器（G-protein coupled receptor）結合，並經由信號傳遞路徑，使鈣離子匯集，進而在神經軸突上產生動作電位，過程中可能有G蛋白與瞬時受體電位通道（transient receptor potential channel）的參與。
嗅上皮內的感覺神經元會將訊息傳到嗅球（olfactory bulb），這種球狀構造中有許多位於神經纖維網上的神經突觸。之後神經突觸與僧帽細胞（mitral cells）將訊息投射到各種腦部區域，如杏仁體中，最後轉變成為行為信號。某些證據顯示，下視丘接收了一些訊息，並經由腦垂腺調控神經內分泌反應。內分泌激素會使個體產生「性反應」，這些化學物質可能借用了一些平常由激素使用的通道。
此外，其他植物也可能對貓有同樣的效果，例如纈草、葛枣猕猴桃（木天蓼），以及某些含有獼猴桃鹼（actinidine）或二氢猕猴桃内酯（dihydroactinidiolide）的植物。
貓薄荷的葉子和葛棗獼猴桃的木質枝條都包含環烯醚萜，這種化合物是貓興奮的關鍵。